# Argentinien-Gletscher
Der Argentinien-Gletscher (spanisch Lóbulo Argentina) ist ein Gletscher auf der Livingston-Insel im Archipel der Südlichen Shetlandinseln. Er fließt vom Hurd Dome in nordöstlicher Richtung zur Argentinien-Bucht, einer Nebenbucht der South Bay.
Eine spanische Antarktisexpedition benannte ihn 1995 in Anlehnung an die Benennung der gleichnamigen Bucht.